# Mountain Sound
«Mountain Sound» —en español: «Sonido Montañoso»— es un sencillo de la banda de pop indie folk/indie islandés Of Monsters and Men. La canción fue lanzada como el segundo sencillo de su álbum debut, My Head Is an Animal (2011). Fue escrito por Arnar Rosenkranz Hilmarsson, Nanna Bryndís Hilmarsdóttir, Ragnar Þórhallsson y producido por Jacquire King.

## Lista de canciones
Digital download
1. «Mountain Sound» – 3:31

## Video musical
El video musical de "Mountain Sound" fue filmada en la localización en un festival realizado en el parque Hljómskálagarðurinn en Reykjavik, Islandia, el 7 de julio de 2012. La banda fue filmada mientras actuaba en el festival. El video fue lanzado por primera vez en YouTube el 14 de septiembre de 2012 a una longitud total de cuatro minutos.

## Posicionamiento en listas
| Listas (2012–13)                            | Mejor posición |
| ------------------------------------------- | -------------- |
| Australia (ARIA)                            | 33             |
| Bélgica (Flandes) (Ultratip Bubbling Under) | 3              |
| Canadá (Canadian Hot 100)                   | 69             |
| Canada: Alternative Rock                    | 1              |
| Irlanda (IRMA)                              | 28             |
| UK Singles (Official Charts Company)        | 66             |
| US Rock Songs (Billboard)                   | 14             |
| US Alternative Songs (Billboard)            | 2              |